# (6531) Subashiri
(6531) Subashiri est un astéroïde de la ceinture principale.

## Description
(6531) Subashiri est un astéroïde de la ceinture principale. Il fut découvert le 28 décembre 1994 à Oizumi par Takao Kobayashi. Il présente une orbite caractérisée par un demi-grand axe de 3,22 UA, une excentricité de 0,15 et une inclinaison de 2,4° par rapport à l'écliptique.

## Compléments